# Floris Willem van Styrum (1801-1873)
Floris Willem baron van Styrum (Haarlem, 24 mei 1801 - Haarlem, 15 juni 1873) was een Nederlandse rechter en politicus.

## Familie
Van Styrum was lid van de regentenfamilie Van Styrum. Hij was een zoon van mr. Jan baron van Styrum (1757-1824) en Johanna Anna van Vollenhoven (1767-1846). Hij trouwde met jkvr. Albertine Sandberg (1824-1893). Uit dit huwelijk werden drie dochters en twee zoons geboren, waaronder jhr. mr. Floris Willem van Styrum (1855-1929).

## Loopbaan
Van Styrum studeerde Romeins en hedendaags recht aan de Leidse Hogeschool, hij studeerde in 1823 af op het proefschrift Thori et Mensae. Hij vestigde zich als advocaat in zijn geboorteplaats en was daarnaast kantonrechter-plaatsvervanger. Hij was plaatsvervangend rechter (1826-1827) en rechter in de rechtbank van eerste aanleg (1827-1838) en vervolgens rechter bij de Arrondissementsrechtbank (1838-1856), van 1856 tot zijn overlijden was hij president van de Haarlemse Arrondissementsrechtbank.
Vanaf 1835 was hij directeur (later voorzitter) van de Hollandsche Maatschappij der Wetenschappen te Haarlem. Hij werd later commissaris van de Bank van Leening te Haarlem (1841-1851) en commissaris van de Haarlemsche Brandverzekeringsmaatschappij (vanaf 1861).
Op politiek gebied was Van Styrum gemeenteraadslid vanaf 1830. Twee jaar later werd hij voor de ridderschap verkozen tot lid van de Provinciale Staten van Noord-Holland. Hij was statenlid van 1832 tot 1850, met een korte onderbreking in 1840; van 5 augustus 1840 tot 5 september 1840 werd hij vanuit de Provinciale Staten verkozen tot buitengewoon lid van de Tweede Kamer.
Van Styrum overleed op 72-jarige leeftijd. Hij was ridder in de Militaire Willems-Orde.
- Biografisch Portaal: 45594702
- International Standard Name Identifier: 0000 0003 8978 3154
- Nederlandse Thesaurus van Auteursnamen: 073513458
- Parlement.com: vg09lltafbxh
- Virtual International Authority File: 283244467
- WorldCat: E39PBJv8Fm3vhGYjRxwV8JVKVC